# 电子仪表板

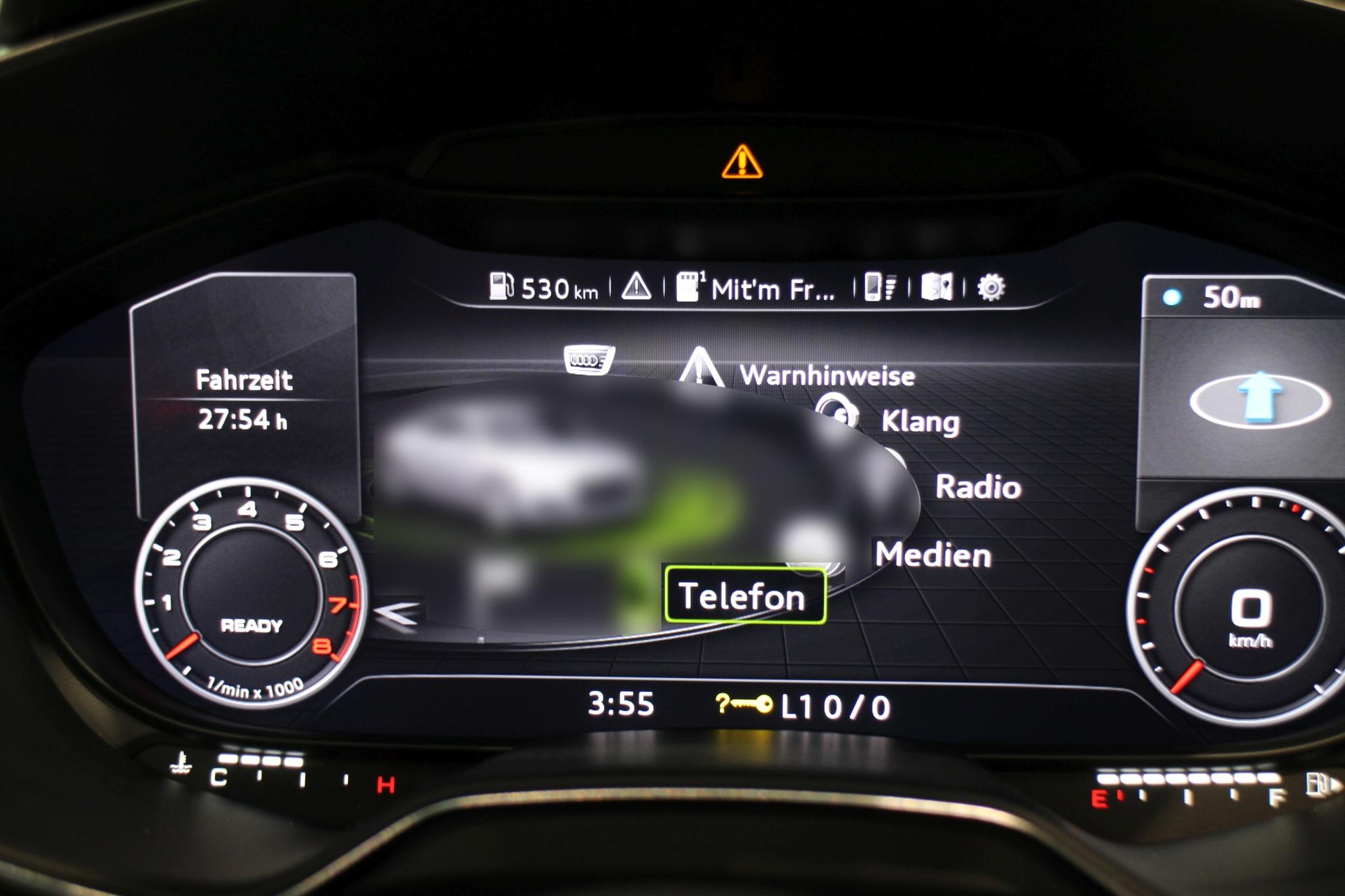
奥迪 TT Mk3上的电子仪表板

电子仪表板是指汽车內包括車速錶在内的一组通過電子視覺化顯示器顯示的仪表。1976年開始生產的阿斯顿·马丁·拉贡达是世界上首個配備电子仪表板的量产汽车型號。